# Acanthostigma perpusillum
Acanthostigma perpusillum är en svampart som beskrevs av De Not. 1863. Acanthostigma perpusillum ingår i släktet Acanthostigma och familjen Tubeufiaceae.   Inga underarter finns listade i Catalogue of Life.